# Paper Mario
Paper Mario, conosciuto in Giappone come Mario Story (マリオストーリー?, Mario Sutōrī), è un videogioco di ruolo sviluppato da Intelligent Systems e pubblicato da Nintendo per la console Nintendo 64. È stato dapprima pubblicato in Giappone l'11 agosto del 2000, nel Nord America il 5 febbraio del 2001, e in Europa il 5 ottobre del 2001. Paper Mario è uscito di nuovo per la Virtual Console del Wii nel 2007 e Wii U nel 2015.
Paper Mario, ambientato nel Regno dei Funghi, ha come protagonista Mario che cerca di salvare la Principessa Peach da Bowser. Per farlo, deve individuare sette Star Spirits (Spiriti Stella) per annullare gli effetti dello Star Rod (Scettro delle Stelle) che, rubato da Bowser, gli garantisce l'invincibilità. Il giocatore controlla Mario e una serie di partner per affrontare le avversità e sconfiggere i nemici in un sistema di combattimento a turni. Nelle battaglie il giocatore può influenzare l'efficacia dei suoi attacchi dando particolari input col controller detti action command (comandi d'azione).
È il primo titolo della serie Paper Mario. Il gioco ha ricevuto reazioni positive dai media, ottenendo un punteggio dell'88% da Game Rankings e del 93% da Metacritic. È arrivato al 63º posto nella classifica dei migliori giochi su una console Nintendo nella lista Top 200 Games della rivista Nintendo Power del 2006.

## Modalità di gioco
Paper Mario unisce i tradizionali elementi degli RPG con i concetti e le caratteristiche della serie di Mario. Per la maggior parte del tempo, il giocatore controlla Mario, che salta e usa il suo martello per superare gli ostacoli disposti sul suo percorso. Molti dei rompicapi e delle avversità sono basate sulle abilità dei partner di Mario, che hanno un'abilità personale richiesta per proseguire nel gioco. Il giocatore accumula partner mentre si muove nelle varie zone del gioco; solo un partner può accompagnare Mario, anche se il giocatore può scambiarli in ogni momento. Questi personaggi aiutano Mario anche nelle battaglie a turni, dove i danni che vengono loro inflitti si tramutano in una momentanea paralisi (la cui durata dipende dall'entita del danno), visto che i partner non hanno punti vita (HP) individuali. Gli attacchi sono simili a quelli dei tradizionali RPG, sebbene il giocatore possa influenzare la potenza di una mossa quando attacca o quando si difende premendo un pulsante al momento giusto o facendo altri comandi quando richiesto. Mario e i suoi partner hanno una capacità limitata di fare mosse speciali, visto che esse consumano "punti fiore" (FP) quando vengono eseguite. Le statistiche di HP, FP e BP (Badge Point, che indica quante tessere si possono usare per aiutare Mario) possono essere aumentate guadagnando Star Points (Punti Stella, cioè i punti esperienza) nei combattimenti per salire di livello. Sullo schermo compare anche un contenitore di Star Energy (Energia delle Stelle), che serve a fare altri tipi di mosse e che aumenta col procedere nel gioco. Il giocatore può anche trovare dei blocchi nascosti che aumentano di livello i suoi partner (i punti esperienza valgono solo per Mario).
Per procedere nel gioco è necessario interagire con i personaggi non giocanti (PNG), che spesso offrono suggerimenti o dettagli degli eventi successivi della storia. Come in altri RPG, il giocatore può trovare o comprare oggetti dai PNG per aiutarlo dentro e fuori dai combattimenti. Mario può ottenere anche delle tessere (badge nel gioco) che gli danno dei bonus come mosse addizionali o maggiori HP. Ogni tessera consuma un certo numero di BP (Badge Points), quindi Mario ne può usare una quantità limitata. Si può giocare nei panni della Principessa Peach in certi punti del gioco come una storia parallela a quella principale. Gli obiettivi e le azioni delle scene con Peach sono spesso basate sul genere stealth.

## Trama
Il gioco è ambientato nel Regno dei Funghi, e comincia a casa di Mario, improvvisamente, appare il Paratroopa postino, che consegna a Mario e Luigi una lettera da parte della Principessa Peach. La principessa li invita ad una festa al suo castello. Poco dopo il loro arrivo al castello, Peach chiede a Mario se possono rilassarsi solo loro due, ma Bowser invade il castello e sconfigge Mario. Presa la rivincita sull'eterno rivale, il re dei Koopa solleva il castello della Principessa Peach grazie alla fortezza che lui ha fatto costruire proprio sotto il castello. Tutto questo è stato possibile perché Bowser ha invaso il regno delle Stelle (lo Star Haven) e ha rubato lo scettro delle stelle (lo Star Rod), che esaudisce i desideri delle persone. Mario cerca di liberare tutti e sette gli spiriti delle stelle sulla terra, dove molte località sono collegate alla città dei Toad, Toad Town.
Alla fine Mario riuscirà a sconfiggere Bowser e a restituire lo Star Rod agli spiriti delle stelle.

## Storia
La storia del gioco è incentrata su Mario che cerca di conquistare i sette spiriti delle stelle (Star Spirits), che sono state rinchiuse in carte da gioco da Bowser e da Kammy Koopa. Il loro potere combinato è necessario per contrastare gli effetti dello Star Rod, che rende Bowser invincibile. Una volta che Mario li recupera tutti, lui usa il loro aiuto per sconfiggere Bowser e salvare Peach. La storia viene presentata come un romanzo, con ogni avventura che riguarda il salvataggio di uno Star Spirit come un singolo capitolo. Peach è giocabile tra un capitolo e l'altro, dove si allea con una stellina di nome Twink per carpire informazioni vitali per Mario e la sua avventura.

## Alleati
Mario si allea con otto partner in totale, ognuno dei quali rappresenta un differente tipo di nemico della serie di Mario.
- Goombario (Kurio) è un Goomba, che ha l'abilità di raccontare a Mario notizie sui luoghi e sui personaggi. In battaglia, attacca con Testata, che infligge 1/2 danni, e Enciclopedia, che analizza il nemico.
- Kooper (Kameki) è un Koopa che vuole diventare un esploratore; ha l'abilita di chiudersi nel suo guscio ed essere lanciato lontano per prendere oggetti o per rompere dei blocchi. In battaglia, attacca con Shell Toss ( 3 FP )che infligge 1/2 danni al nemico, e Power Shell, che infligge 1/2 danni a tutti i nemici
- Bombette (Pinky) una Bob-omba rosa, che ha l'abilità di esplodere e di rompere le crepe sui muri e alcune rocce. In battaglia, attacca con Body Slam, che infligge 1/2 danni a un nemico, e Bomb ( 3 FP ) che infligge più danni.
- Parakarry (Paretta) il Paratroopa, che ha l'abilità di prendere Mario e farlo volare in corte distanze. In battaglia, attacca con Sky Life, che infligge 1/2 danni a un nemico in volo, e Shell Shot, ( 3 FP) che si lancia su un nemico.
- Lady Boo (Resaresa) è un Boo verde, la principessa dei Boo. Ha l'abilità di rendere Mario invisibile dai nemici.
- Watt (Akarin), una piccola scintillante (Sparky nella versione inglese), che ha l'abilità di illuminare luoghi o stanze buie. Ha anche il potere di vedere oggetti nascosti.
- Sushie (Opuku), un Pesce Smack che fa da babysitter agli Yoshi, lei ha l'abilità di trasportare Mario su di sé facendolo nuotare.
- Lakilester (Pokopī), un Lakitu a cui non piace il suo nome. Prima di unirsi alla squadra sfida Mario. Lui ha l'abilità di trasportare Mario sulla sua nuvoletta per farlo salvare da pericolosi inconvenienti, come spine. Può anche trasportare Mario sopra la lava ma in quel caso la sua nuvoletta pur avanzando assumerà un'espressione soffrente, rattristendolo.

## Sviluppo
Paper Mario è stato sviluppato da Intelligent Systems. I direttori sono stati Toshitaka Muramatsu, Takahiro Ohgi, e Hironobu Suzuki. Kumiko Takeda e Kaori Aoki hanno scritto la sceneggiatura e Naohiko Aoyama è stato il direttore artistico responsabile per lo stile grafico distintivo del gioco. Il gioco all'inizio venne chiamato Super Mario RPG 2, e fu annunciato per la prima volta al Nintendo Space World nel 1997. I critici hanno confrontato i personaggi 2D del gioco con PaRappa the Rapper. Shigeru Miyamoto, che fece consulenze sul progetto, disse che il gioco era stato sviluppato tenendo in mente giocatori alle prime armi e appassionati. Egli aveva precedentemente rivelato all'E3 che circa venti sviluppatori erano coinvolti attivamente nel progetto. Paper Mario è uscito di nuovo per Virtual Console nel 2007; il gioco venne pubblicato anche per iQue. Yuka Tsujiyoko ha composto le musiche del gioco.

## Recensioni
| Pubblicazione             | Voto                |
| ------------------------- | ------------------- |
| GameSpot                  | 9.5 su 10           |
| Electronic Gaming Monthly | 9.33 di 10          |
| IGN                       | 9.0 di 10           |
| Eurogamer                 | 9 su 10             |
| Game Rankings             | 88%                 |
| Metacritic                | 93% (15 recensioni) |

Paper Mario ha ricevuto una reazione positiva dai media. Matt Casamassima di IGN ha apprezzato l'accessibilità del gioco, dicendo che "serve da perfetto gioco introduttivo per chiunque speri di esplorare il genere". Nonostante questo, altre recensioni si sono lamentate per i puzzle troppo semplici e per i boss che richiedevano al massimo le strategie di base. Il valore nostalgico del gioco è stato lodato, con recensioni che fanno notare il senso di familiarità con la serie di Mario presente nell'ambientazione e nei personaggi.. Il gioco è stato spesso comparato al precedente titolo RPG di Mario, Super Mario RPG: Legend of the Seven Stars. Tom Bramwell di Eurogamer ha giudicato che Paper Mario è molto superiore a Legend of the Seven Stars, mentre IGN ha comparato la semplice trama del gioco con quella del gioco per SNES e RPGFan ha detto che alcune parti della storia di Paper Mario sono state copiate da esso. RPGFan si chiede anche il motivo del nome Paper Mario, essendoci poche caratteristiche del gioco che fanno riferimento alla carta che giustifichino il nome.
La critica ha lodato il mix di elementi RPG e piattaforma. GameSpot ha notato che il sistema delle battaglie è "eccitante e in qualche modo strategico", e che richiede al giocatore di scoprire i punti deboli del nemico. I "nuovi" comandi d'azione sono stati apprezzati in particolare per avere aggiunto originalità ad una formula di battaglia già usata in molti altri giochi di questo genere. Ciò nonostante, lo stesso design dei boss è stato criticato per essere "sdolcinato e generico", con notevoli eccezioni per alcuni boss originali di Paper Mario. Eurogamer ha notato come "di tutti i vari personaggi che si incontrano, nessuno è meno importante degli altri", apprezzando l'idea dei personaggi partner e i puzzle a loro correlati. GameSpot ha apprezzato l'uso nel gioco dell'humour e delle side quest, con riferimento al controllo di Peach in particolare.
La reazione alla visuale del gioco è stata generalmente positiva. IGN ha notato alcuni effetti basati sulla "carta" come quando Mario si infila sotto le coperte per dormire, ma si è lamentata degli zoom sui personaggi, che rivelano "una massa di colori poco definita". Sebbene chi ha scritto le recensioni asserisse che lo stile grafico del romanzo era inizialmente confusionario, molti hanno apprezzato successivamente lo stile, come GameSpot che lo ha descritto come "estremamente ben fatto". L'audio è stato abbastanza apprezzato, sebbene le critiche lamentassero l'assenza di voci e di effetti sonori particolari per i personaggi. RPGFan fu particolarmente critico con la musica del gioco. Il gioco è stato ben accolto anche con l'uscita su Virtual Console, con Lucas M. Thomas di IGN che ha detto che "resiste molto bene anche in un contesto dove sono presenti i suoi due sequel per GameCube e Wii, ed è un ottimo RPG". Paper Mario è stato molto popolare anche su Virtual Console, raggiungendo il secondo posto tra i giochi più scaricati negli Stati Uniti nell'agosto 2007.
Paper Mario è stato il gioco più venduto in Giappone nella settimana del suo lancio, vendendo più di 276 000 copie. È stato anche l'ottavo gioco più venduto da gennaio a giugno 2001 negli USA. È stato votato come uno dei 100 migliori giochi di tutti i tempi da Electronic Gaming Monthly. Paper Mario si è classificato al 63º posto tra i migliori giochi fatti su una console Nintendo nella classifica "Top 200 Games" di Nintendo Power, e al 13º posto tra i migliori giochi per Nintendo 64 di tutti i tempi dalla stessa rivista.